# وبر (أقمشة)
الوبر هو السطح الزَغِب أو المزأبر من القماش، ويتكون من حلقات عمودية أو لفات من الخيوط.

## طالع المزيد
- نسيج مخمل